# Monte Paine
Il Monte Paine (in lingua inglese: Mount Paine) è una massiccia montagna antartica dalla cima piatta, alta 3.330 m, che forma una sorta di contrafforte sulla parte occidentale delle La Gorce Mountains, catena montuosa che fa parte dei Monti della Regina Maud, in Antartide. 
Fu scoperto nel dicembre 1934 dal gruppo comandato da Quin Blackburn facente parte della spedizione antartica dell'esploratore polare Richard Evelyn Byrd.
La denominazione fu assegnata dallo stesso Byrd in onore di Stuart Douglas Lansing Paine (1910-1961), navigatore e operatore radio del gruppo di Blackburn.